# كين شوارتز
كين شوارتز هو مخرج كندي، ولد في 3 ديسمبر 1969 في هاليفاكس في كندا.